# Go!azen (programa de televisión)
Go!azen (en castellano, ¡Vamos!) es un programa musical de ETB1, producido por Pausoka Entertainment y EITB. La ficción cuenta las vivencias de un grupo de jóvenes en unas colonias de verano dirigidas de forma muy estricta. Surgió en 2008 como una película musical de EITB, bajo el título de Go!azen.
A raíz del éxito de esta película, en 2009 ETB crea la serie de televisión Go!azen 2.0, donde tomaban parte la mayoría del reparto de la película. A pesar de finalizar la serie con una única temporada, ETB la recupera en 2016 bajo el título Go!azen 3.0 con nuevos personajes. Tras el éxito de esta nueva temporada, se renueva en 2017 bajo el título Go!azen 4.0.
Los resultados de esta cuarta temporada también fueron buenos, llegando a tener el último episodio de la misma los mejores datos de audiencia de la historia de la franquicia: un 9.2% de cuota de pantalla (21.8% entre vascoparlantes).
Visto el éxito de la serie, ETB continuó con la misma dinámica de grabaciones en verano y emisiones de nuevas temporadas en octubre, con Go!azen 5.0 en 2018 y Go!azen 6.0 en 2019, con una notable bajada de audiencia en esta última temporada tras el cambio de personajes.
En 2020, debido a la pandemia por coronavirus, tuvo lugar Go!azen etxean (en castellano, Go!azen en casa), donde el reparto comentaba cómo llevaban el confinamiento decretado por el Gobierno para la contención del virus. Consistió en una serie de entrevistas entre los personajes desde sus casas, a través de sesiones de Skype.
A finales de 2020 se estrena Go!azen 7.0, que finalizó en febrero de 2021 con los peores datos de audiencia. Sin embargo, EITB confirmó la preparación de una nueva temporada.
En 2021 se estrenó Go!azen 8.0, consiguiendo esta vez unos buenos datos de audiencia que llevaron a EITB a confirmar una nueva temporada para 2022. los capítulos se pueden ver cada viernes a las 21:00 en EITB1.

## Reparto

### Go!azen (2008)
Alumnos
- Iñigo Azpitarte - Beñat Garmendia
- Bárbara Rivas - Irati Ibarbia
- Yeray Vázquez - Gorka Aldabe
- Inma Fernández - Desireé "Desi"
- Yago Mateo - Haritz "Landa"
- Aitor Saumell - Asier
- Zulai Plazaola - Leire Susperregi
- Pedro Alfonso Vilas - Hector
- Jon Urbieta - Baldar

Profesores
- Mikel Losada - Julen, profesor de música
- Ramón Agirre Lasarte - Joxe "Zuzen", director del campamento de verano

### Go!azen 2.0 (2009)
Alumnos
- Iñigo Azpitarte - Beñat Garmendia
- Bárbara Rivas - Irati Ibarbia
- Yeray Vázquez - Gorka Aldabe
- Yago Mateo - Haritz "Landa"
- Inma Fernández - Desirée "Desi"
- Zulai Plazaola - Leire Susperregi
- Aitor Saumell - Asier
- Jon Urbieta - Baldar
- Itxaso Paia - Gotzone
- Jokin Ayerregaray - Aitor
- Amane Ibañez - Ane

Profesores
- Ramón Agirre Lasarte - Joxe "Zuzen", director del campamento de verano
- Jox Berasategi - Telmo Berriotxoa
- Karlos Nguema - Jota
- Joli Pascualena - Miren

### Go!azen 3.0 (2016-2017)
Alumnos
- Paula Etxeberria - Haizea Jauregi
- Aitana Etxeberria - Elene Jauregi
- Aritz Mendiola - Garikoitz "Gari" Susaeta
- Ainhoa Larrañaga - Dulce Elizondo "Eli"
- Asier Burguete - Markel Aranburu Petrikorena
- Oihan Moreno - Jontxu Juaristi
- Miren Arrieta - Ane Miranda
- Lorea Iribar - Nora Zubiri
- Haritz Morras - Urko Uria

Profesores
- Ramón Agirre Lasarte - Joxe "Zuzen", director del campamento de verano
- Bárbara Rivas - Irati Ibarbia
- Borja Uribesalgo - Peter "Peio" Macgowan, profesor irlandés

Trabajadores
- Markel Gajate - Mikel Galartza, trabajador de mantención
- Karmele Larrinaga - Begoña "Bego" Garate, encargada de aseo

Fuera del campamento
- Inma Fernández - Desireé "Desi", amiga de Irati
- Joseba Apaolaza - Iñaki Galartza

### Go!azen 4.0 (2017-2018)
Alumnos
- Aritz Mendiola - Garikoitz "Gari" Susaeta
- Ainhoa Larrañaga - Dulce Elizondo "Eli"
- Beñat Iturbe - Julen Ibarra
- Iholdi Beristain - Naia Badiola
- Miren Arrieta - Ane Miranda
- Asier Burguete - Markel Aranburu Petrikorena
- Oihan Moreno - Jontxu Juaristi
- Sara Nieto - Lorea "Lore" Lertxundi
- Nerea Mazo - Nikole

Profesores
- Ramón Agirre Lasarte - Joxe "Zuzen", director del campamento de verano
- Nerea Gorriti - Erika Otegi
- Inma Fernández - Desireé "Desi"

Trabajadores
- Karmele Larrinaga - Begoña "Bego" Garate, encargada de aseo
- Asier Oruesagasti - Martin Beaskoetxea, cocinero
- Markel Gajate - Mikel Galartza, trabajador de mantención

Fuera del campamento
- Paula Etxeberria - Haizea Jauregi
- Dorleta Urretabizkaia - Madre de Naia
- Eriz Alberdi - Padre de Naia
- Anartz Zuazua - Padre de Jontxu
- Iñaki Beraetxe - gerente de pruebas de Royal School
- Inazio Tolosa - Padre Arruti, líder de la congregación

### Go!azen 5.0 (2018-2019)
Alumnos
- Aritz Mendiola - Garikoitz "Gari" Susaeta
- Ainhoa Larrañaga - Dulce Elizondo "Eli"
- Beñat Iturbe - Julen Ibarra
- Iholdi Beristain - Naia Badiola
- Miren Arrieta - Ane Miranda
- Maria Redondo - Zuriñe "Zuri" Lejarreta
- Iker Villa - Ander Etxeberria
- Asier Burguete - Markel Aranburu Petrikorena
- Oihan Moreno - Jontxu Juaristi
- Nerea Mazo - Nikole

Profesores
- Ramón Agirre Lasarte - Joxe "Zuzen", director del campamento de verano
- Inma Fernández - Desireé "Desi"
- Itziar Urretabizkaia - Amaia Lejarreta

Trabajadores
- Karmele Larrinaga - Begoña "Bego" Garate, encargada de aseo
- Asier Oruesagasti - Martin Beaskoetxea, cocinero

Fuera del campamento
- Aitor Paterson - Alex Roy, amigo de Naia
- Asier Hernández - Paul Elizondo, padre de Eli
- Mikel Laskurain - Inspector del Gobierno Vasco

### Goǃazen 6.0 (2019-2020)
Alumnos
- Maria Redondo - Zuriñe "Zuri" Lejarreta
- Dánae Riaño - Maialen "Maddi" Zubizarreta
- Nikola Zalduegi - Eneko Larrañaga
- Lorea Intxausti - June Talleria
- Xanti Korkostegi - Igor Altuna
- Kimetz Renteria - Gabo Alberdi
- Esti López - Eider Madariaga
- Xabi Rodríguez - Aimar Mendizabal Agirre
- Markel Sáinz - Danel Madariaga

Profesores
- Itziar Urretabizkaia - Amaia Lejarreta, directora de campamento

Trabajadores
- Karmele Larrinaga - Begoña "Bego" Garate, encargada de aseo
- Andrea Mora - Sara, cocinera
- Xabi San Sebastián - Telmo Matxinbarrena, gerente del campamento
- Iban Malo - Musá, técnico. Padre de Sara

Fuera del campamento
- Inma Fernández - Desireé "Desi"
- Martxelo Rubio - Andoni Larrañaga, padre de Eneko
- Edurne Agirrezabala - Madre de Telmo
- Karmele Aranburu - Arantza Agirre, madre de Aimar

### Goǃazen 7.0 (2020-2021)
Alumnos
- Maria Redondo - Zuriñe "Zuri" Lejarreta
- Dánae Riaño - Maialen "Maddi" Zubizarreta
- Nikola Zalduegi - Eneko Larrañaga
- Lorea Intxausti - June Talleria
- Xanti Korkostegi - Igor Altuna
- Esti López - Eider Madariaga
- Markel Sáinz - Danel Madariaga
- Aitziber Errazkin - Enara Garmendia
- Nerea Elizalde - Garazi Arrizabalaga
- Ander Lacalle - Luken

Profesores
- Itziar Urretabizkaia - Amaia Lejarreta, directora del campamento y madre de Zuri
- Maria Cruickshank - Kristina, profesora de inglés

Trabajadores
- Karmele Larrinaga - Begoña "Bego" Garate, encargada de aseo
- Asier Burguete - Markel Aranburu Petrikorena, interno
- Endika Zamalloa - Aitor, gerente de mantenimiento

Fuera del campamento
- Iñigo Larrinaga - Asier Azkune, representante de empresa que quiere comprar el campamento
- Ainhoa Aierbe - Aitziber, madre de Luken
- Kiko Jauregi - Padre de Luken
- Maite Arrese - Madre de Igor
- Ainhoa Jauregi - Maite, madre de Maddi
- Maitena Salinas - Laia, directora de casting
- Amagoia Lauzirika - Miren, tía de Garazi
- Xabier Perurena - Ertzaina

### Goǃazen 8.0 (2021-2022)
Alumnos
- Dánae Riaño - Maialen "Maddi" Zubizarreta
- Julen Castillo - Koldo
- Joanes Echeveste - Ibai Martutegi Gorostiaga
- Lorea Intxausti - June Talleria
- Ander Lacalle - Luken
- Nerea Elizalde - Garazi Arrizabalaga
- Aitziber Errazkin - Enara Garmendia
- Maria Redondo - Zuriñe "Zuri" Lejarreta
- Iñaki Mujika - Unax Beloki
- Malen Azpirotz - Iraia Beloki

Profesores
- Itziar Urretabizkaia - Amaia Lejarreta, directora del campamento y madre de Zuri y Garazi
- Aitor Beltran - Edorta/Iker Unanue

Trabajadores
- Karmele Larrinaga - Begoña "Bego" Garate, encargada de aseo
- Asier Burguete - Markel Aranburu Petrikorena, gerente de cuentas

Fuera del campamento
- Jon Ander Alonso - Jokin, asistente de Edorta
- Idoia Uranga - Madre de Enara
- Libe Mendizabal - Madre de Unax e Iraia
- Asier Hormaza - Andoni Arrizabalaga, padre de Garazi
- Ainhoa Urretabizkaia - ella misma
- Markel Galarraga - cantante de la banda Piper Beltza (cameo)

### Goǃazen 9.0 (2022-2023)
Alumnos
- Dánae Riaño - Maialen "Maddi" Zubizarreta
- Julen Castillo - Koldo
- Joanes Echeveste - Ibai Martutegi Gorostiaga
- Lorea Intxausti - June Talleria
- Nerea Elizalde - Garazi Arrizabalaga
- Iñaki Mujika - Unax Beloki
- Malen Azpirotz - Iraia Beloki
- Kimetz Etxabe - Gontzal
- Eleder Iglesias - Alain
- Mikele Arizkorreta - Saioa

Profesores
- Andoni Agirregomezkorta - Oier
- Alazne Etxeberria - Olatz

Fuera del campamento
- Ainhoa Larrañaga - Dulce Elizondo "Eli"
- Miren Arrieta - Ane Miranda
- Maria Redondo - Zuriñe "Zuri" Lejarreta
- Aitziber Errazkin - Enara Garmendia

### Goǃazen 10.0 (2023-2024)
Alumnos
- Lorea Intxausti - June Talleria
- Nerea Elizalde - Garazi Arrizabalaga
- Kimetz Etxabe - Gontzal
- Mikele Arizkorreta - Saioa
- Unai Arana - Mattin
- Unai Arrieta - Urtzi
- Haizea Astrain - Lea
- Ander Ayerza - Bosko Núñez de Salazar
- Xabier Elizalde - Aner
- Marina Ostolaza - Noa
- Ander Lacalle - Luken

Profesores
- Andoni Agirregomezkorta - Oier
- Maria Redondo - Zuriñe "Zuri" Lejarreta
- Nerea Arriola - Maitane, sobrina de Oier

Fuera del campamento
- Aitor Beltrán - Edorta, hermano de Aner

### Goǃazen 11.0 (2024-2025)
Alumnos
- Nerea Elizalde - Garazi Arrizabalaga
- Kimetz Etxabe - Gontzal
- Mikele Arizkorreta - Saioa
- Ander Ayerza - Bosko Núñez de Salazar
- Xabier Elizalde - Aner
- Ander Lacalle - Luken
- Julen Taboada - Joritz
- Irati Marín - Izar Aizpurua
- Adriana Sánchez - Alaia Saratxaga
- Ander Murillo - Manex
- Garazi Urkola - Oihane

Profesores
- Sara Cozar - Leire, madre de Izar
- Nerea Arriola - Maitane, sobrina de Oier